# Darryl O'Young

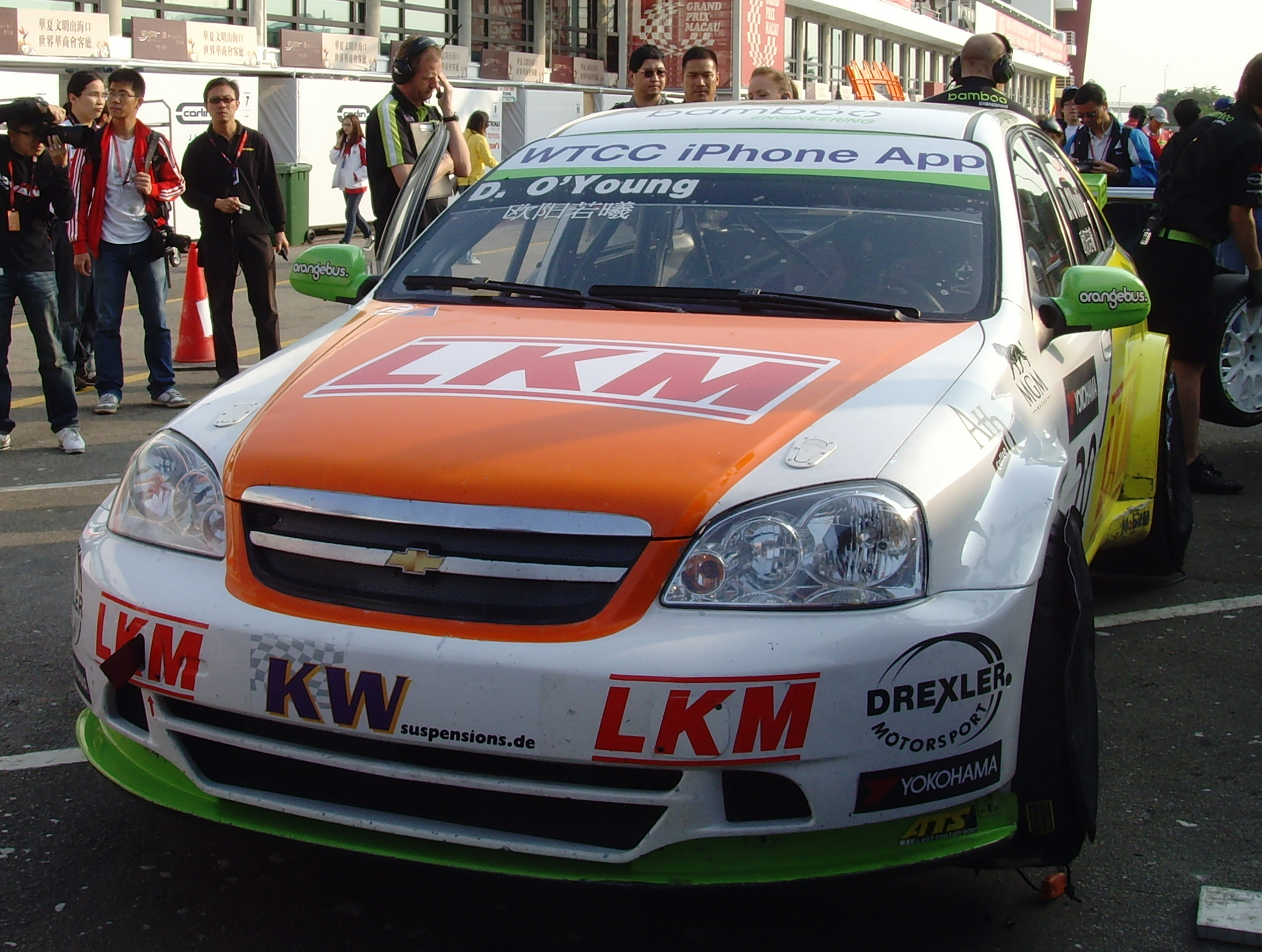
La Chevrolet Lacetti de WTCC en 2010

Darryl O'Young, né le 26 mars 1980 à Vancouver, est un pilote automobile hongkongais engagé en Championnat du monde des voitures de tourisme depuis 2010.

## Biographie
Après avoir débuté en karting au Canada, Darryl O'Young est un des premiers pilotes asiatiques à participer à des courses européennes. Il a participé à la Porsche Supercup, au  Championnat FIA GT et aux Le Mans Series

## Palmarès
- Vainqueur de la Porsche Carrera Cup Asie en 2006 et 2008
- Vainqueur de la Macau GT Cup en 2008
- Vainqueur des 12 Heures de Sepang en 2008
- Vainqueur des 12 Heures de Bathurst en 2011 et 2012

## Résultats aux 24 Heures du Mans
| Année | Voiture                   | Équipe                                   | Équipiers                         | Résultat   |
| ----- | ------------------------- | ---------------------------------------- | --------------------------------- | ---------- |
| 2009  | Porsche 911 GT3 RSR (997) | Endurance Asia Team / Perspective Racing | Philippe Hesnault / Plamen Kralev | Non classé |